# Eva Candela López
Eva Candela López (Terrassa, 1961) és una política i arquitecta tècnica terrassenca.

## Biografia
Eva Candela va estudiar arquitectura tècnica a la Universitat Politècnica de Catalunya. També va fer un postgrau en habilitats directives a l'EUNCET. Del 1985 al 1987 va treballar en despatxos professionals, i el 1988 va entrar, per oposicions, al servei de Llicències i Obres de l'Ajuntament de Terrassa, on va treballar fins a l'any 2000 com a tècnica i, del 2001 al 2006, com a cap del servei.
El 2006 va incorporar-se a PROURSA, l'empresa municipal d'habitatge de Rubí, on va ser cap de patrimoni i adjunta a la gerència fins al 2009, i gerent fins al 2015, quan va tornar a l'Ajuntament de Terrassa com a directora de l'àrea de Territori i Sostenibilitat.
Del 2019 al 2021 va ser assessora de planejament a l'Ajuntament de Rubí.

## Carrera política
Candela va entrar a militar al Partit dels Socialistes de Catalunya el 2015. Del 2017 al 2019 va ser secretària de Política Municipal de la Federació Vallès Oest del PSC, i el març del 2020 en va ser escollida primera secretària.
El 2015, Candela va anar al número 16 de la llista del PSC de Terrassa a les eleccions municipals. El 2017, Eva Candela va convertir-se en regidora després de la dimissió de l'alcalde Jordi Ballart i de cinc regidors més del PSC. Candela va entrar al govern encapçalat per Alfredo Vega com a tinent d'alcalde de Drets Socials, amb delegació de les competències d'habitatge, gent gran, salut i esports.
A les eleccions municipals del 2019, Eva Candela va ser la número 2 de la llista del PSC, darrere d'Alfredo Vega. Va ser escollida regidora, quedant a l'oposició. També va ser escollida consellera comarcal del Vallès Occidental, amb responsabilitat a l'Àrea de Serveis Generals.
A les eleccions al Parlament del 2021, Eva Candela va anar al número 18 de les llistes del PSC per la circumscripció de Barcelona, i va resultar escollida diputada.
El 2021, Candela va entrar a formar part de la comissió executiva del PSC com a secretària d'habitatge.
L'1 d'abril del 2022 va anunciar que es presentaria a les primàries del PSC de Terrassa per ser la candidata a l'alcaldia, i el 23 de maig el partit va confirmar que seria la cap de llista a les eleccions del 28 de maig del 2023. El juliol del 2022 va passar a presidir el grup municipal socialista a l'Ajuntament de Terrassa.

## Vida privada
Viu a Terrassa i té dos fills.
Ha format part durant 8 anys de la junta de la delegació del Vallès Occidental del Col·legi d'Aparelladors i Arquitectes Tècnics de Barcelona. Del 2014 al 2019 va ser delegada de l'equip sènior del Club de Bàsquet Sant Pere de Terrassa, i del 2015 al 2019, presidenta del Casal de Sant Pere de Terrassa.